# Saw Maung
Saw Maung est un nom birman ; les principes des noms et prénoms ne s'appliquent pas ; U et Daw sont des titres de respect.
Saw Maung, (birman စောမောင် ; 5 décembre 1928 - 24 juillet 1997), est un militaire et homme d'État birman, chef de l'État birman entre 1988 et 1992.

## Biographie
Né à Mandalay, Saw Maung s'engage dans l'armée en 1949, un an après l'indépendance du pays. Il passe commandant en 1967. À partir de 1975-76, il combat les rébellions communistes et ethniques le long de la frontière avec la Thaïlande. En 1976, il est nommé général de brigade, et en 1981 adjudant-général. Il devient chef des forces armées en 1983.
Il a occupé les fonctions de chef d'état-major et ministre de la défense dans le bref gouvernement de Sein Lwin (27 juillet-12 août 1988). Lorsque l'armée prend le pouvoir en écrasant le soulèvement démocratique le 18 septembre, il remplace Maung Maung comme chef de l'État : président du Conseil d'État pour la restauration de la loi et de l'ordre, Premier ministre et ministre des Affaires étrangères, il est alors le véritable maître du pays. 
Le Conseil d'État organise en 1990 des élections libres, remportées par la Ligue nationale pour la démocratie (NLD) d'Aung San Suu Kyi, avec 58,7 % des voix ; la junte ne respecte pas ces résultats.
Le 23 avril 1992, Saw Maung laisse son poste de président du Conseil d'État à son vice-président, le général Than Shwe, probablement pour raison de santé. Il meurt d'une crise cardiaque le 24 juillet 1997, à 68 ans.